# Eritrichium dubium
Eritrichium dubium là loài thực vật có hoa trong họ Mồ hôi. Loài này được O.Fedtsch. mô tả khoa học đầu tiên năm 1904.